# Bubovice (Volenice)
Bubovice (staročesky Bobovice, německy Bubowitz) jsou vesnice, část obce Volenice v okrese Příbram ve Středočeském kraji. Nachází se asi 3,5 kilometru východně od Volenic. Vesnicí protéká Bubovický potok. Prochází zde silnice II/176. Je zde evidováno 79 adres. V roce 2011 zde trvale žilo 218 obyvatel.
Bubovice leží v katastrálním území Bubovice u Březnice o rozloze 4,88 km².

## Historie
První písemná zmínka o vesnici pochází z roku 1350. Obec vždy patřila k březnickému panství. Byla duchovním centrem oblasti a až do přenesení fary do nedaleké Březnice sídlila fara v Bubovicích. Roku 1629 zde bylo 11 gruntů, 3 chalupy, mlýn, krčma a pastuška. Záznamy z roku 1770 uvádí 34 domů. Ty z roku 1915 potom uvádí 49 domů a 343 obyvatel.
V současné době (2018) se zde nachází obecní úřad obce Volenice, který sídlí v budově původní bubovické obecné školy, kde se také nachází škola mateřská.

## Obyvatelstvo
| Rok            | 1869 | 1880 | 1890 | 1900 | 1910 | 1921 | 1930 | 1950 | 1961 | 1970 | 1980 | 1991 | 2001 | 2011 | 2021 |
| -------------- | ---- | ---- | ---- | ---- | ---- | ---- | ---- | ---- | ---- | ---- | ---- | ---- | ---- | ---- | ---- |
| Počet obyvatel | 329  | 307  | 304  | 306  | 343  | 368  | 270  | 205  | 209  | 177  | 201  | 175  | 213  | 218  | 205  |
| Počet domů     | 49   | 51   | 51   | 51   | 49   | 50   | 53   | 52   | 52   | 47   | 49   | 57   | 69   | 73   | 77   |

## Obecní správa
Při sčítání lidu v letech 1850–1960 Bubovice byly samostatnou obcí, se kterým patřily nejprve do okresu Blatná, ale od roku 1960 v okrese Příbram. Od 1. července 1960 jsou částí obce Volenice v okrese Příbram.

## Školství
V Bubovicích byla škola již ve 14. století. V archivu březnického panství se nachází záznam, že rytíř Markvart z Nestrašovic jinak z Martinic, daroval roku 1389 kopu pražských grošů kostelnímu záduší za otce Hrdoně a matku Důru, z kteréžto fundace měl odváděti farář část správci školy. Škola zřejmě brzy zanikla a žáci chodili do školy do Březnice. Teprve v roce 1789 byla škola v Bubovicích obnovena nejvyšším dvorským dekretem. Děti byly vyučovány na faře a později se vyučovalo v některých chalupách. Jména učitelů, kteří zde učili se nedochovala a je možné, že sem pouze docházeli učitelé z Březnice. Školní budova se začala stavět v roce 1823. Prvním učitelem byl Václav Cibulka, který byl vyučený švec, ale dobře se vyznal v kostelní hudbě a měl pěkné písmo a vědomosti. V roce 1846 mu byl povolen pomocník, jímž se stal březnický měšťan František Toman, který do Bubovic docházel. Po smrti Václava Cibulky v roce 1852 se stal novým učitelem František Mašek, ale ve škole vydržel pouze rok. Po něm nastoupil František Maroušek, jehož nástupcem se stal Matěj Kalista, který byl později jmenován řídícím učitelem. V roce 1872 byla škola rozšířena na dvoutřídní, ale kvůli nedostatku učitelů vyučovali jen pomocní učitelé. Protože nebylo pro druhou školu místo, byla pronajata místnost u domkaře Jana Hlaváče (Simína) pod starou hospodou a potom u Matěje Žofky vedle kostela. V roce 1875 byla zřízena nová škola v Hudčicích, kam děti z bubovické školy docházely. Tím mnoho žáků ubylo a škola se stala opět jednotřídní. V roce 1880 byl řídící učitel Kalista přeložen do Budislavic. Bubovičtí jej na důkaz uznání jmenovali čestným občanem. Nástupcem Kalisty se stal Jaroslav Vagner, pedagogický spisovatel, po něm v roce 1892 Antonín Košta. Za něj byla roku 1898 otevřena 2. třída, pro kterou byly najaty místnosti na statku „u Truhlářů”. Košta se stal řídícím učitelem a pomocným učitelem byl Bohumil Kadlec. V roce 1903 děti vysázely v upomínku na právě zesnulého Františka Ladislava Riegra okolo kostela a u svaté Trojice lípy. V roce 1904 byla zřízena nová školní zahrada o výměře 12 arů. V roce 1906 byla přestavěna školní budova, která byla zvýšena o patro. Aby budova dobře vyschla, začalo se v ní učit až v roce 1907. Do školy docházely děti z Bubovic, Hlubyně a ze dvora Zliv. V roce 1913 chodilo do školy 107 dětí – 43 chlapců a 64 dívek. Škola v Bubovicích byla zrušena v roce 1961.

## Pamětihodnosti
- Kostel svatého Václava – poprvé se připomíná ve 14. století, ovšem nevylučuje se možnost, že je ještě starší. Až do roku 1773, kdy byla zrušena jezuitská kolej v Březnici, se v obci nacházela fara, která duchovně spravovala i Březnici. Fara zde byla obnovena až roku 1858 a poslední bubovický farář zemřel v padesátých letech 20. století. Renesančně-barokní budova fary se dochovala, ovšem nachází se v dezolátním stavu. Bubovický kostel byl několikrát přestavěn. Nejprve původní gotický kostel nahradil kostel barokní, jehož věž se nacházela v místech dnešní sakristie. V tomto stavu setrval až do začátku 20. století. Roku 1907 byl totiž kostel přestavěn v duchu novogotiky. Tehdy byla věž přenesena do dnešního místa, původní barokní vybavení kostela nahradilo vybavení novogotické, které se dochovalo do dnešních dnů. Výjimkou je hlavní oltář, který byl na své původní místo navrácen ve třicátých letech 20. století. Při velké rekonstrukci byly také odkryty vzácné malby, které zdobí presbytář. Okolo kostela se nachází hřbitov. Náhrobky zde mají: Jan Dobřenský z Dobřenic († 1542), Jan Žitín z Myslovic, Zdeněk Zmrzlík ze Svojšína († 1496), Jan Zmrzlík ze Svojšína († 1483), Monika z Pořešína († 1529).
- Fara – renesanční stavba fary s pozdějšími barokními úpravami vedená pod čp. 1 se nachází naproti kostulu svatého Václala. Objekt je veden jako kolturní památka ČR. Objekt je dlouhodobě v havarijním stavu.

## Galerie

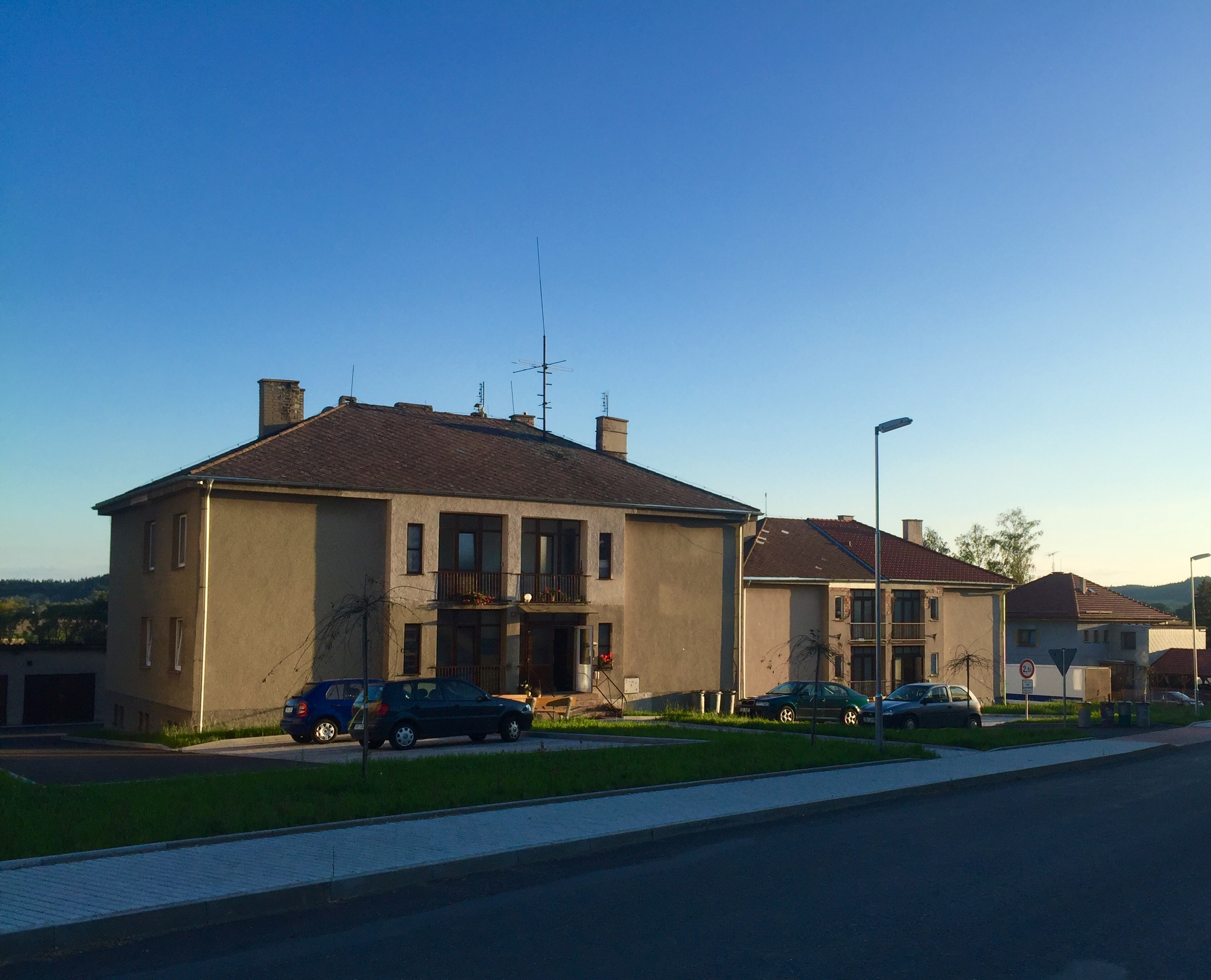
Bytové domy na návsi
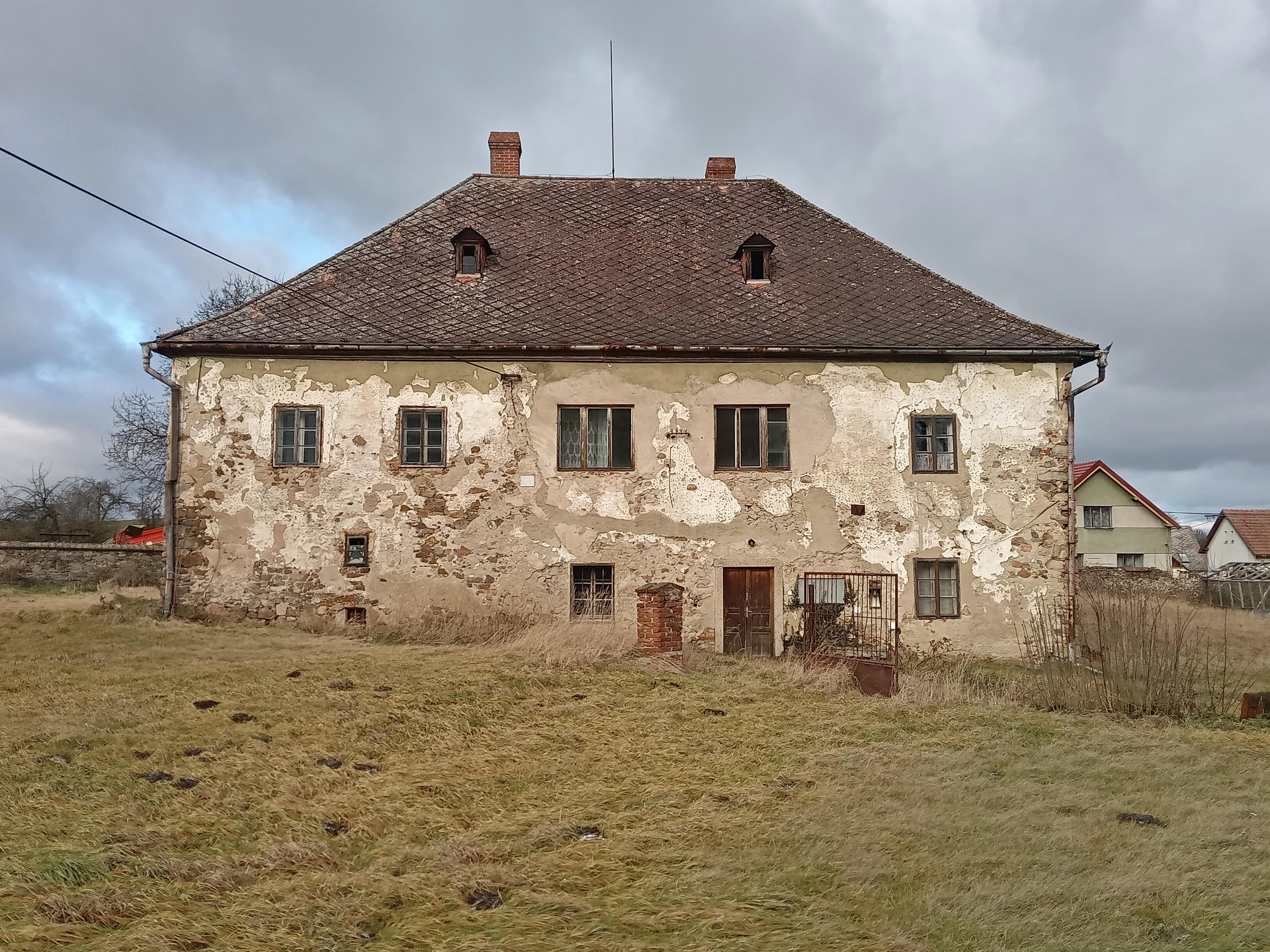
Renesančně barokní budova fary (2024)
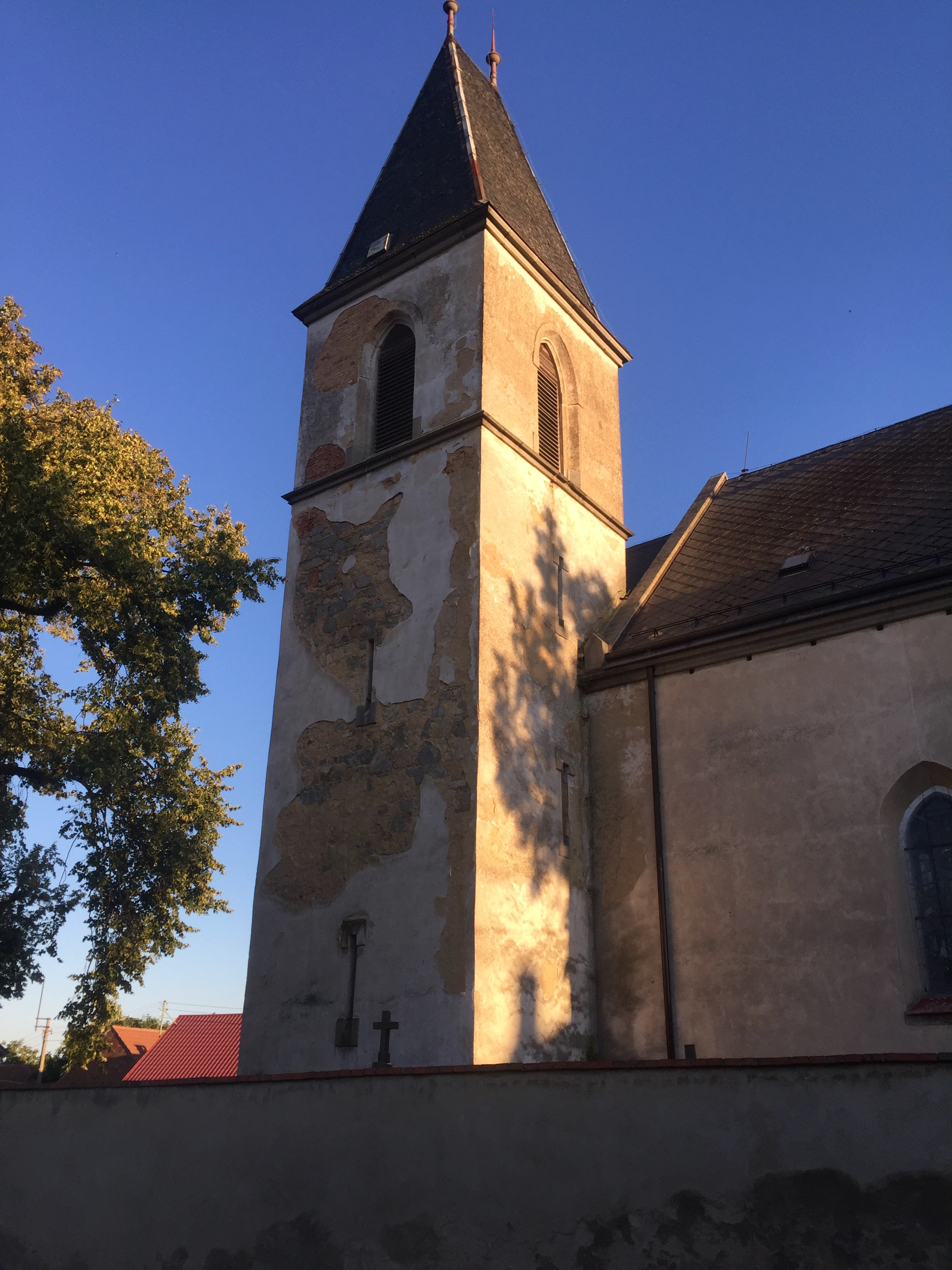
Nová kostelní věž postavená v roce 1907
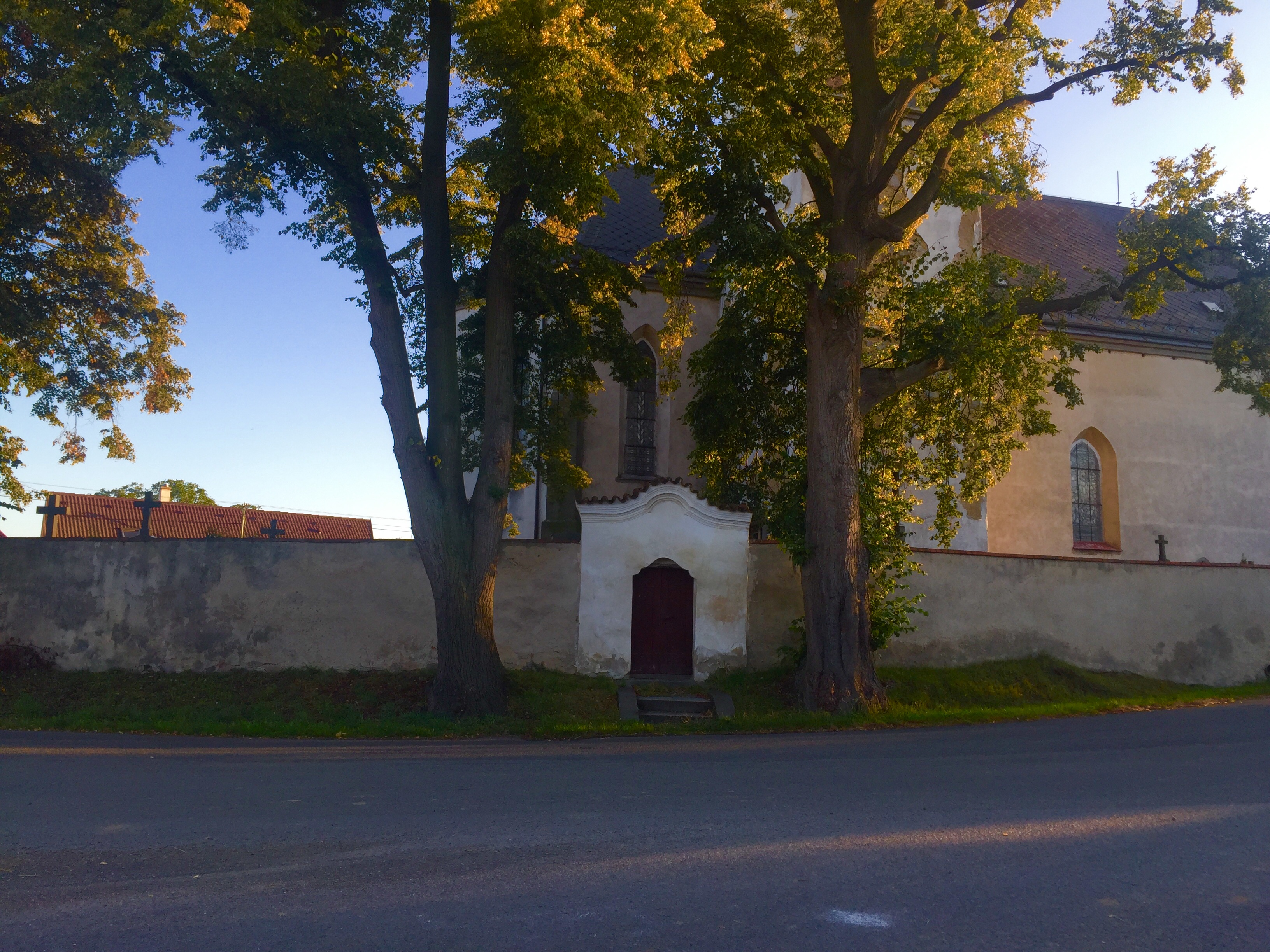
Vchod na hřbitov ze severu
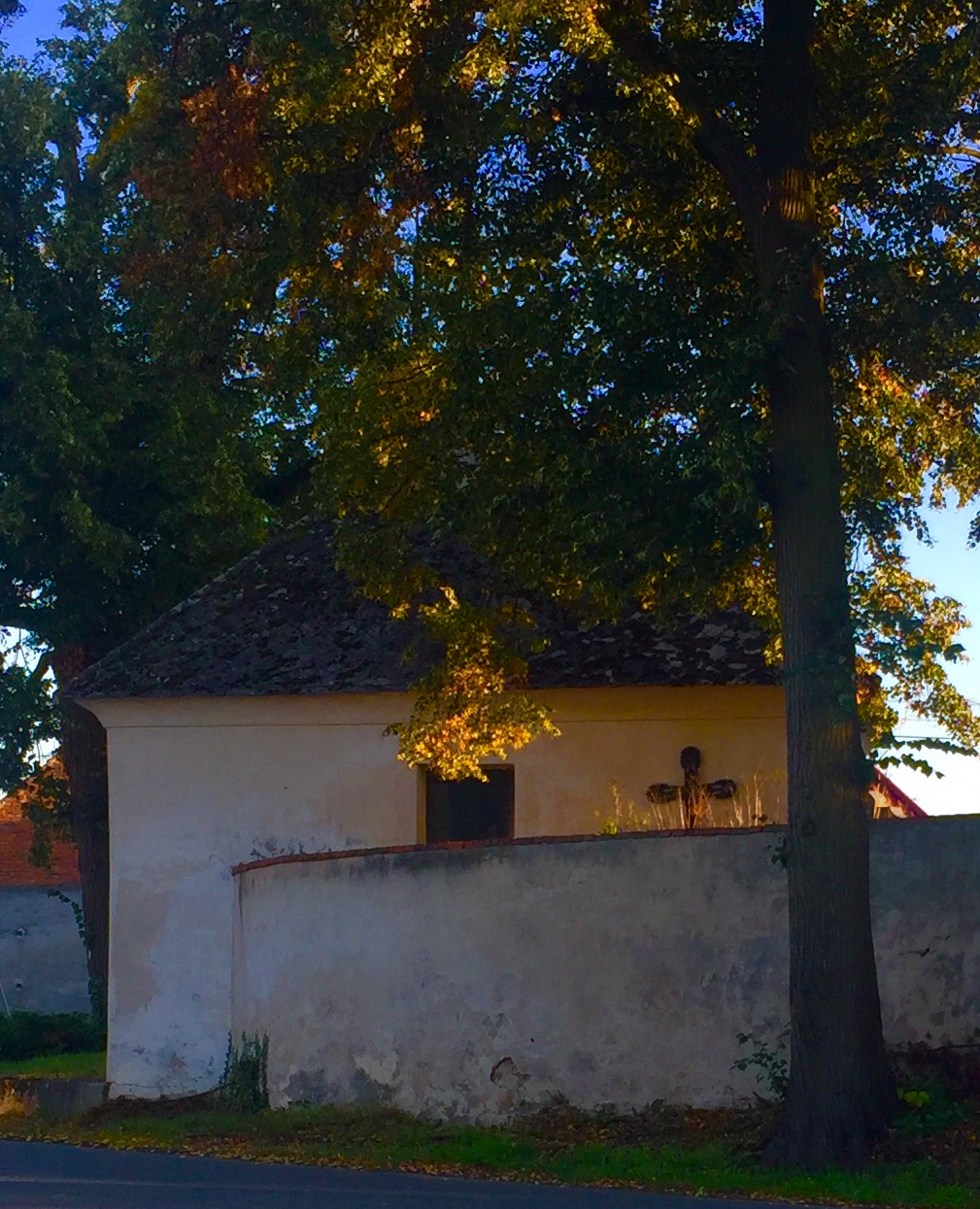
Budova původní márnice